# Ctenichneumon edictorius
Ctenichneumon edictorius är en stekelart som först beskrevs av Carl von Linné 1758.  Ctenichneumon edictorius ingår i släktet Ctenichneumon och familjen brokparasitsteklar. Arten är reproducerande i Sverige.

## Underarter
Arten delas in i följande underarter:
- C. e. holmgreni
- C. e. nigrofemoratus
- C. e. flavator
- C. e. smolandicus